# Unione Sportiva Pistoiese 1932-1933
Questa pagina raccoglie i dati riguardanti l'Unione Sportiva Pistoiese nelle competizioni ufficiali della stagione 1932-1933.

## Rosa
| N. |                   | Ruolo | Calciatore           |
| -- | ----------------- | ----- | -------------------- |
|    | Italia (bandiera) | C     | Mario Allorini       |
|    | Italia (bandiera) | P     | Aldo Baldi           |
|    | Italia (bandiera) | A     | Alberto Barni        |
|    | Italia (bandiera) | C     | Baronti              |
|    | Italia (bandiera) | C     | Enrico Bertini       |
|    | Italia (bandiera) | D     | Egisto Betti (I)     |
|    | Italia (bandiera) | C     | Giovanni Cai         |
|    | Italia (bandiera) | D     | S. Cappellini        |
|    | Italia (bandiera) | A     | Cleto Chelucci       |
|    | Italia (bandiera) | D     | Aldo Civinini (II)   |
|    | Italia (bandiera) | C     | Fulgido Guastini     |
|    | Italia (bandiera) | A     | Ferdinando Innocenti |
|    | Italia (bandiera) | A     | Aldo Melani          |

| N. |                   | Ruolo | Calciatore         |
| -- | ----------------- | ----- | ------------------ |
|    | Italia (bandiera) | A     | Raffaello Niccolai |
|    | Italia (bandiera) | A     | Fabio Pastacaldi   |
|    | Italia (bandiera) | C     | Pierucci           |
|    | Italia (bandiera) | A     | Elia Puccini       |
|    | Italia (bandiera) | C     | Aldo Querci        |
|    | Italia (bandiera) | C     | Umberto Romanini   |
|    | Italia (bandiera) | C     | Sgarza             |
|    | Italia (bandiera) | C     | Libero Simonatti   |
|    | Italia (bandiera) | P     | Mario Spadoni      |
|    | Italia (bandiera) | A     | Rodolfo Stilli     |
|    | Italia (bandiera) | A     | Dino Tasselli      |
|    | Italia (bandiera) | C     | Vittorio Vettori   |